# Taraxacum sublongisquameum
Taraxacum sublongisquameum — вид квіткових рослин з родини айстрових (Asteraceae). Вид зростає в Європі: Данія, Німеччина,  Польща; інтродукований до Великої Британії; це багаторічна рослина помірних біомів.

## Опис
Кульбаба середнього розміру з висхідними ланцетними листками. Черешки вузькокрилі, білі, але середні ребра зверху часто темніші, а міждолі чорнуваті. Бічні частки листа в числі 3–5, субдельтоподібні, від простих до злегка загнутих. Кінцеві частки листя трикутні, більш-менш гомофільні, але дещо збільшені у розмірах на внутрішніх листках. Зовнішні приквітки зверху блідо-сіруваті, згодом часто стають розмито пурпуровими, досить широкі, необлямовані, злегка загнуті назад. Квіткові голови в діаметрі ≈ 40–45 мм. 